# Brzoza Królewska (gromada)
Brzoza Królewska (od lat 1960. gromada Brzóza Królewska) – dawna gromada, czyli najmniejsza jednostka podziału terytorialnego Polskiej Rzeczypospolitej Ludowej w latach 1954–1972.
Gromady, z gromadzkimi radami narodowymi (GRN) jako organami władzy najniższego stopnia na wsi, funkcjonowały od reformy reorganizującej administrację wiejską przeprowadzonej jesienią 1954 do momentu ich zniesienia z dniem 1 stycznia 1973, tym samym wypierając organizację gminną w latach 1954–1972.
Gromadę Brzoza Królewska z siedzibą GRN w Brzozie Królewskiej (w obecnym brzmieniu Brzóza Królewska) utworzono – jako jedną z 8759 gromad na obszarze Polski – w powiecie łańcuckim w woj. rzeszowskim na mocy uchwały nr 27/54 WRN w Rzeszowie z dnia 5 października 1954. W skład jednostki wszedł obszar dotychczasowej gromady Brzoza Królewska (bez przysiółka Julin) ze zniesionej gminy Giedlarowa w tymże powiecie. Dla gromady ustalono 25 członków gromadzkiej rady narodowej.
1 stycznia 1956 gromada weszła w skład nowo utworzonego powiatu leżajskiego w tymże województwie.
31 grudnia 1961 do gromady Brzoza Królewska włączono przysiółek Maleniska ze zniesionej gromady Jelna w tymże powiecie.
Gromada przetrwała do końca 1972 roku, czyli do kolejnej reformy gminnej. 1 stycznia 1973 w powiecie leżajskim utworzono gminę Brzóza Królewska.